# Horses
Horses är den amerikanska rocksångerskan Patti Smiths debutalbum, utgivet i november 1975.
Även om de försäljningsmässiga framgångarna var ganska blygsamma, med en 47:e plats som bästa placering på Billboardlistan, ses albumet som en viktig influens inte minst för den tidiga punken. Även musiker som Michael Stipe och Morrissey har angett det som en inspirationskälla. Tidningen Rolling Stone rankade 2003 albumet som det 44:e bästa någonsin, på listan The 500 Greatest Albums of All Time.

## Låtlista
1. "Gloria" (Van Morrison, Patti Smith) - 5:56
2. "Redondo Beach" (Lenny Kaye, Patti Smith, Richard Sohl) - 3:26
3. "Birdland" (Lenny Kaye, Ivan Kral, Patti Smith, Richard Sohl) - 9:13
4. "Free Money" (Lenny Kaye, Patti Smith) - 3:51
5. "Kimberly" (Ivan Kral, Allen Lanier, Patti Smith) - 4:27
6. "Break It Up" (Patti Smith, Tom Verlaine) - 4:04
7. "Land" (Chris Kenner, Patti Smith) - 9:25
8. "Elegie" (Allen Lanier, Patti Smith) - 2:41

## Medverkande
- Patti Smith - gitarr, sång
- Jay Dee Daugherty - trummor
- Lenny Kaye - gitarr
- Ivan Kral - bas, gitarr, sång
- Richard Sohl - piano
- John Cale - bas på "Elegie"
- Tom Verlaine - gitarr på "Break It Up"
- Allen Lanier - gitarr på "Land"